# Шебелик Ян Богумілович
Шебе́лик Ян Богумі́лович (Іван Карлович, Іван Федорович, нар. 17 серпня 1866, Прага — † 22 жовтня 1944, Німбурк, Чехія) — чеський музикант (віолончеліст) і педагог, викладач Музично-драматичної школи Миколи Лисенка (1904—1906).

## Життєпис
Народився 1866 року в Чехії. Закінчив Празьку консерваторію, після чого працював у Відні.
З 1889 року почав працювати в Києві. Був солістом оркестру міського оперного театру, учасником камерних концертів Миколи Лисенка, педагогом у Музичній школі Миколи Тутковського і Музично-драматичній школі Станіслава Блуменфельда.
Разом з Миколою Лисенком, Казимиром П'ятигоровичем і Михайлом Сікардом виступав у відомому в 1890-х роках квартеті.
Вів клас віолончелі в Музично-драматичній школі М. Лисенка від початку діяльності школи в 1904 і до 1906.
З 1906 виступав у Варшавській філармонії, став професором Варшавської консерваторії. Пізніше виступав у Віденській філармонії.
1925—1936 працював на батьківщині директором музичної школи в місті Ліберець, яку заснував разом з Станіславом Штрупою.
1936 залишає посаду директора школи і виходить на пенсію, хоча періодично виступає з концертами і на радіо.
Помер 22 жовтня 1944 року в лікарні міста Німбурк (45 км від Праги).